# Zorhan Bassong
Zorhan Ludovic Bassong (Toronto, 7 mei 1999) is een Canadees voetballer met Belgische en Kameroense roots. Bassong is een verdediger

## Clubcarrière
Bassong werd geboren in Toronto als zoon van een Kameroense vader en Belgische moeder. Toen hij drie maanden oud was verhuisde hij met zijn gezin naar Montreal. In 2005 begon hij te voetballen bij CS Longueuil. Op zijn veertiende maakte hij de oversteek naar Europa, waar hij zich aansloot bij Royal Excel Mouscron. Een jaar later plukte RSC Anderlecht hem daar al weg. Bij Anderlecht kwam hij in dezelfde jeugdcategorie als onder andere Alexis Saelemaekers, Sebastiaan Bornauw, Albert Sambi Lokonga en Francis Amuzu terecht. In 2016 speelde Anderlecht hem echter op hun beurt kwijt aan Lille OSC, dat hem destijds al bij zusterclub Moeskroen had willen wegplukken.
Bij Lille kwam hij in actie bij het B-elftal in de Championnat National 2, maar een officiële wedstrijd in het eerste elftal speelde hij nooit. In januari 2019 haalde Cercle Brugge hem terug naar België. Een groot succes werd de transfer niet, want anderhalf jaar later verliet Bassong de club zonder een officiële wedstrijd gespeeld te hebben. Na een paar maanden zonder club haalde Montreal Impact hem eind november 2020 terug naar Canada.

## Interlandcarrière
In 2017 speelde Bassong twee jeugdinterlands voor België –19. Op 11 januari 2020 debuteerde hij voor Canada in een vriendschappelijke interland tegen Barbados.